# Xã Roloff, Quận McIntosh, Bắc Dakota
Xã Roloff (tiếng Anh: Roloff Township) là một xã thuộc quận McIntosh, tiểu bang Bắc Dakota, Hoa Kỳ. Năm 2010, dân số của xã này là 12 người.